# Lijst van rijksmonumenten in Heythuysen
De plaats Heythuysen telt 10 inschrijvingen in het rijksmonumentenregister. Hieronder een overzicht.
| Object                                                        | Oorspronkelijke functie?  | Bouwjaar               | Architect | Locatie                | Coördinaten?                  | Nr.?   | Afbeelding                                              |
| ------------------------------------------------------------- | ------------------------- | ---------------------- | --------- | ---------------------- | ----------------------------- | ------ | ------------------------------------------------------- |
| Sint-Antonius                                                 | Industrie- en poldermolen | 1861/1875              |           | Sint Antoniusstraat 32 | 51° 15' 18" NB, 5° 54' 4" OL  | 22123  | Meer afbeeldingen                                       |
| Voormalige Kerkhofkapel                                       | Kapel                     | eerste helft 19e eeuw  |           | Dorpstraat 120         | 51° 14' 59" NB, 5° 53' 60" OL | 22124  | Meer afbeeldingen                                       |
| Langgerekt bakstenen pand met opzij een gezwenkte gevel       | Woonhuis                  | 17e eeuw               |           | Dorpstraat 110         | 51° 14' 59" NB, 5° 53' 58" OL | 22125  | Langgerekt bakstenen pand met opzij een gezwenkte gevel |
| Rechthoekig pand met verdieping en zadeldak tussen puntgevels | Woonhuis                  | 18e eeuw               |           | Dorpstraat 50          | 51° 14' 59" NB, 5° 53' 59" OL | 22126  | Meer afbeeldingen                                       |
| St. Nicolaaskerk                                              | Kerk en kerkonderdeel     | 16e eeuw               |           | Dorpstraat 52          | 51° 14' 59" NB, 5° 54' 1" OL  | 22127  | Meer afbeeldingen                                       |
| Gesloten hoeve                                                | Boerderij                 | eerste helft 19e eeuw  |           | Dorpstraat 152         | 51° 16' 24" NB, 5° 52' 34" OL | 22128  | Gesloten hoeve                                          |
| Elshof                                                        | Boerderij                 | 1837                   |           | Walk 23                | 51° 15' 5" NB, 5° 54' 24" OL  | 22131  | Upload foto                                             |
| Sint Antoniuskapel                                            | Kapel                     | ca. 1902               |           | Sint Antoniusstraat 28 | 51° 15' 14" NB, 5° 54' 5" OL  | 523274 | Meer afbeeldingen                                       |
| Halfvrijstaand herenhuis                                      | Woonhuis                  | 1770 (oudste gedeelte) |           | Dorpstraat 85          | 51° 15' 0" NB, 5° 54' 8" OL   | 523275 | Meer afbeeldingen                                       |
| Vml. kloosterboerderij Heibloem                               | Klooster, kloosteronderdl | ca. 1853               |           | Aan de Heibloem 9      | 51° 17' 51" NB, 5° 53' 15" OL | 523276 | Meer afbeeldingen                                       |